# Bredkantad dykare
Bredkantad dykare, Dytiscus latissimus är en skalbaggsart som först beskrevs av Carl von Linné 1758. Den är med en längd av 4,5 centimeter och en bredd av 3 centimeter den största arten i familjen dykare, Dytiscidae som förekommer i Sverige. Skalbaggen, som är relativt sällsynt, är svart med gult bräm på ryggskölden och täckvingarnas sidor, vilka senare är försedda med bred, utplattad sidokant. Hos honan är täckvingarna djupt fårade på längden, medan de hos hannen är släta.
Artens utbredningsområde är Europa och norra Asien (med undantag av Kina). IUCN kategoriserar arten globalt som sårbar. Arten är reproducerande i nästan hela Sverige. Inga underarter finns listade.Den är upptagen i Art- och habitatdirektivets Bilaga 2, och är en så kallad Natura 2000-art, vilket innebär att den har ett särskilt skydd i ett antal utpekade områden.